# Ford Focus
A Ford Focus egy alsó-középkategóriás családi autó, amely 1998-ban jelent meg Európában, 2000-ben Észak Amerikában és 2002-ben Ausztráliában.
A második generáció 2005 januárjában debütált, majd 2008 januárjában átesett egy ráncfelvarráson.
A Focus több mint 5 milliós eladásaival a legkeresettebb autók listájának 40. helyét szerezte meg magának. Rendkívüli teljesítmény figyelembe véve, hogy egy relatíve új modellről lévén szó.

## Mk1 (1998 - 2004)
A Ford európai részlege 1998-ban bemutatta a Focus-t az európai piacon a Ford Escort helyett. Az autó forgalmazására először 3-ajtós ferde hátú, 4-ajtós szedán és 5-ajtós kombi változatban került sor, majd 2002-ben debütált az 5-ajtós ferde hátú verzió. 1999-ben elnyerte az európai Év Autója díjat.

### Motorok
| Méret (L)     | Elnevezés                 | Üzemanyag            | Piac             | Teljesítmény (kW/LE) | Nyomaték      | Max. seb.     | 0–100 km/h (Mp) |               |
| Benzinmotorok | Benzinmotorok             | Benzinmotorok        | Benzinmotorok    | Benzinmotorok        | Benzinmotorok | Benzinmotorok | Benzinmotorok   | Benzinmotorok |
| ------------- | ------------------------- | -------------------- | ---------------- | -------------------- | ------------- | ------------- | --------------- | ------------- |
| 1.4           | Zetec-SE                  | Benzin               | Európa           | 55/75                | 123 Nm        | 171 km/h      | 14.1            |               |
| 1.6           | Zetec-SE Yamaha Developed | Benzin               | Európa           | 74/101               | 145 Nm        | 185 km/h      | 10.9            |               |
| 1.6           | Zetec-Rocam               | Benzin/Etanol (Flex) | Brazília         | 81.5/111 (etanol)    |               |               |                 |               |
| 1.8           | Zetec-E                   | Benzin               | Európa, Brazília | 84/114               | 160 Nm        | 198 km/h      | 10.3            |               |
| 2.0           | Zetec-E                   | Benzin               | Európa, Brazília | 96/130               | 174 Nm        | 201 km/h      | 9.2             |               |
| 2.0           | Duratec HE                | Benzin               | Brazília         | 109/148              | 172 Nm        | 206 km/h      | 8.8             |               |
| 2.0           | Duratec-ST                | Benzin               | Európa           | 127/173              | 196 Nm        | 216 km/h      | 7.9             |               |
| 2.0 T         | Duratec-RS                | Benzin               | Európa           | 158/215              | 310 Nm        | 232 km/h      | 6.4             |               |
| Dízelmotorok  |                           |                      |                  |                      |               |               |                 |               |
| 1.8           | TDDi                      | Dízel                | Európa           | 66/90                | 200 Nm        | 185 km/h      |                 |               |
| 1.8           | TDCi                      | Dízel                | Európa           | 85/116               | 250 Nm        | 196 km/h      | 10.7            |               |

#### Sebességváltók
- 5-sebességes MTX-75 manuális (2.0, RS & 1.8 TDCi, 1.8 TDDi, 1.6 TDCi)
- 5-sebességes IB5+ manuális (2.0)
- 5-sebességes IB5 manuális (1.4, 1.6, 1.8)
- 6-sebességes Getrag 285 manuális (ST170)
- 4-sebességes 4F27E automata (1.6, 2.0)

### Teljesítménynövelt verziók

#### ST 170

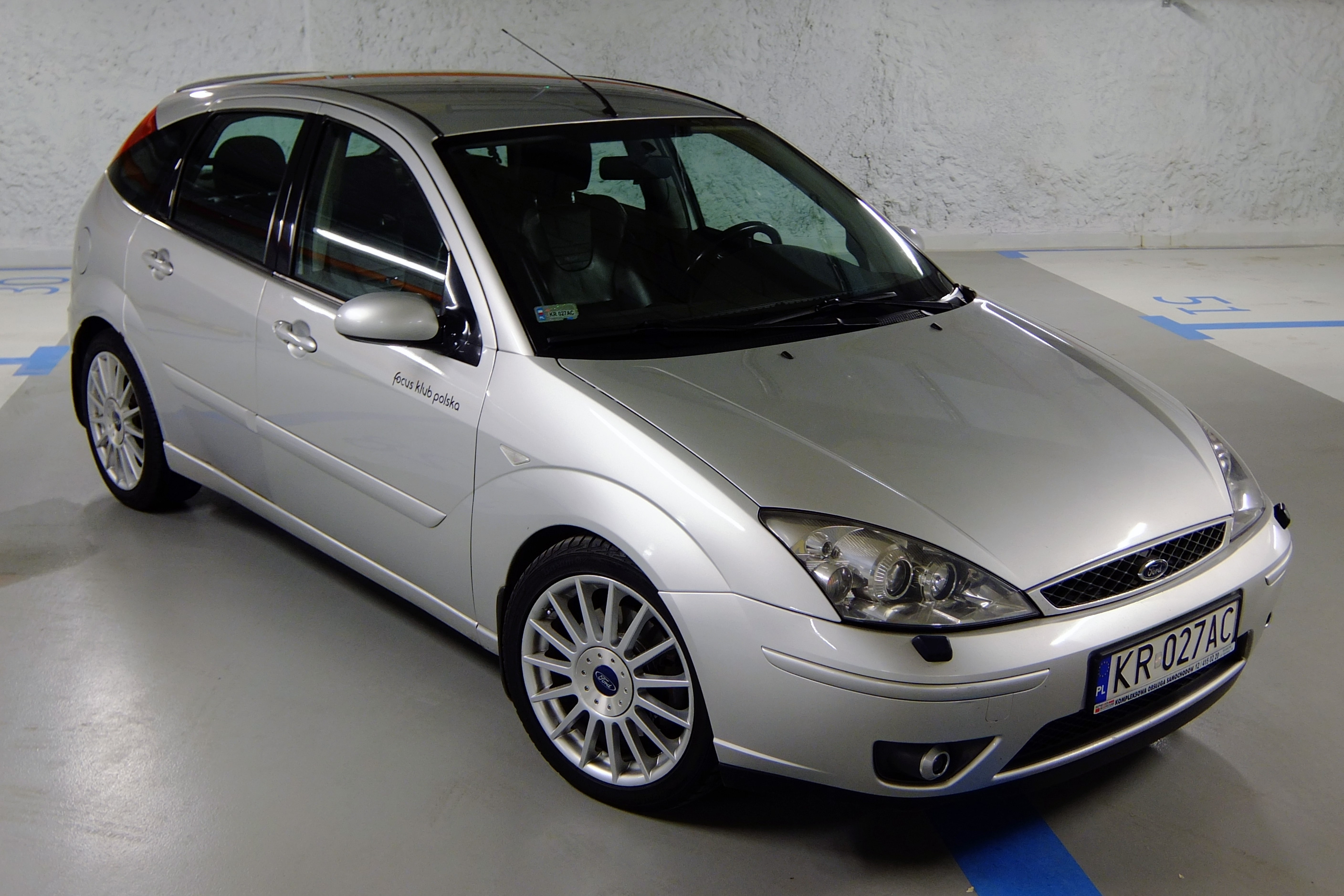
Ford Focus ST170

A Ford Focus ST 170 (kódnév: Piranha), amelyet 2002-ben kezdtek forgalmazni, volt az első nemzetközi piacra fejlesztett Ford sport modell az SVE/SVT csapat által. Alapjául a frissített Mk1-es Focus szolgált, az ST 170 többek között a következő módosításokat tartalmazta: 17 collos multi-küllős könnyűfém keréktárcsák; oldallégzsákok; Recaro sportülések; méhsejt mintás hűtőrács; kerek, projektor stílusú ködlámpa; színkódolt lökhárító, oldalsó domborítás és ajtókilincsek. Motorja a Cosworth által fejlesztett 173 LE-s (127 kW) egység, mely a következő frissítéseket tartalmazza: nagycsatornás alumínium hengerfej; változó szelepvezérlés; kétfokozatú szívócső; Cosworth rozsdamentes acél kipufogórendszer; sport katalizátor. Nagyobb féktárcsákat (elöl: 300 mm, hátul: 280 mm) és egy Getrag 6-sebességes manuális váltót kapott. Az ST 170 végső összeszerelésére a Ford Saarlouis-i üzemében került sor Németországban. Volt egy további kombi változata is az ST-nek (kódnév: Swordfish), melyet Európában 2003-ban kezdtek forgalmazni, Nivomat szintszabályzós hátsó lengéscsillapítókkal.

#### RS
A Ford Focus első generációjából az RS volt a legerősebb verzió, 212 lóerős 2000 cm³-es (2.0 liter) turbós benzinmotorral. Az elsőkerék-hajtás viszont megmaradt. Ezt a változatot eredetileg a WRC Rally Világbajnokság szabályai miatt kellett elkészíteniük, ugyanis ahhoz, hogy versenyezhessen a WRC-ben a Fordnak le kellett valamennyi utcai változatot gyártani. Ez a kivitel végül mind utcai-, mind Rally változatban nagyon sikeres lett, így a gyár a többi Focus-generációból is készített Rally-, illetőleg RS változatot.

## Mk2 (2005 - 2010)
Az első második generációs Focust 2004. szeptember 25-én mutatták be a Paris Motor Show autókiállításon, azután pedig három- és ötajtós ferdehátú, illetve kombi verziókban került piacra az autó. Az MK2-es Ford Focus Sedan megjelenésére 2005-ig kellett várni, míg a kétajtós kupé és kabrió 2007-ben jelent meg a piacon. Az MK2 az előző generációs Focusoknál nagyobb és nehezebb, így a belső tér és a csomagtér is tágasabb. Emellett megjelent a KeyFree (kulcsnélküli) ajtónyitó- és indítórendszer, az adaptív fényszórórendszer, a klímaberendezések hangvezérlése, illetve a napfény-visszaverő szélvédő is. Még 2005-ben megjelent a Ford Focus sport változata, a Focus ST is, és 2009-ben az új Focus RS-t is piacra dobták.

## Mk3 (2011 -2018)
A Ford világszerte egységesen adta ki az MK3-modelleket 2011 elején, vagyis Észak-Amerikában és Európában is azonos modell került forgalomba, méghozzá egyszerre. Előtte a 2010-es North American International Auto Show autókiállításon mutatkozott be a generáció egy ötajtós ferdehátú modellel, melynek újdonsága egy 2,0 literes, közvetlen befecskendezésű motor volt. Azonban a piacon nemcsak ez, hanem egy ötajtós kombi változat is megjelent. Elődeihez képest a harmadik generációs Focus modernebb megjelenésű lett, áttervezték az utasterét, és új anyagokat használtak fel, valamint új szórakoztatási technológiákkal szerelték fel. A 2014-es genfi autókiállításon a Ford bemutatta az MK3 facelift változatát is, amelynél áttervezett elülső kialakítással rukkoltak elő. Ebben a generációban sem maradt el a sport változatok, az ST és RS modellek bemutatása.

## Mk4 (2018-)
A Ford 2018. április 10-én mutatta be a negyedik generációs Focus európai és ázsiai változatait a 20. évfordulós jubileum alkalmából, s e generáció is sedan, ferdehátú, illetve kombi verziókkal képviseltette magát. A korábbi generációktól az MK4-eseket sportosabb kialakításuk, egyszerűsödött belső terük, valamint a beléjük épített új technológiák különböztetik meg. Ez utóbbiakra példa a Sync 3 információs és szórakoztató rendszer, a FordPass Connect, illetve a CoPilot360 vezetéstámogató rendszer. A gyártó ugyanakkor 2020 áprilisában arról tett bejelentést, hogy nem tervezik negyedik generációs Focus RS bemutatását.